# 164587 Taesch
164587 Taesch este un asteroid din centura principală.

## Descoperirea asteroidului
Asteroidul a fost descoperit la 17 iulie 2007, de astronoma amatoare franceză Claudine Rinner, la Dauban.

## Caracteristici
Asteroidul prezintă o orbită caracterizată de o semiaxă majoră egală cu 3,0885433 u.a. și de o excentricitate de 0,2038558, înclinată cu 15,80098°, în raport cu ecliptica.

## Denumirea asteroidului
Asteroidul 164587 Taesch a primit numele în onoarea astronomului Paul Taesch (n. 1927). La descoperire asteroidul primise denumirea provizorie 2007 OS.